# Sylvanas Coursevent
Sylvanas Coursevent (Sylvanas Windrunner) est un personnage du jeu vidéo Warcraft.

## Le passage à l'Ombre
Sylvanas Coursevent est une Haute-Elfe, et général des chasseurs de Lune d’Argent.
Elle tenta notamment d’empêcher Arthas Menethil, Premier Chevalier de la Mort du Roi Liche, d’accéder au Puit du Soleil et d’empêcher Kel’Thuzad de renaître. En vain, car malgré ses efforts, Arthas et son effroyable armée mort-vivante parvinrent à faire tomber les portes et à détruire les fragiles arbres qui protégeaient Lune d’Argent. Sylvanas finit par tomber sous la lame de Frostmourne, mais excédé par l’opiniâtreté de la ranger, Arthas ne se contenta pas de la supprimer froidement : estimant que Sylvanas pourrait lui servir dans la mort, il lui captura son âme et la réduisit sous forme de Banshee.

## La révolte des renégats
Quelques mois après la défaite de la Légion Ardente au Mont Hyjal, Sylvanas, toujours esclave du Roi Liche, aida Arthas et son assistant Kel’Thuzad à supprimer les dernières poches de résistance humaine encore présente à Lordaeron. Mais, à la suite de la fracture du trône de glace, Arthas perdait peu à peu ses pouvoirs et peinait à diriger ses propres guerriers, et les seigneurs de l’effroi complotaient dans le but de l’éliminer. Désormais libérée de l’influence du Roi Liche, Sylvanas allait pouvoir prendre sa revanche…
Arthas ayant échappé de peu à une fronde menée par Varimathras, Detheroc et Balnazzar à Lordaeron, il fut accompagné par Sylvanas qui l’aida à quitter la ville… mais dans l’optique de lui tendre une embuscade dans les clairières de Tirisfal, en lui assenant une flèche empoisonnée, afin de lui offrir une mort lente et douloureuse, tout comme elle l'avait subie. Sylvanas aurait sans doute pu réussir son coup sans l’intervention de Kel’Thuzad qui sauva son maître et fit fuir les banshees.

## La naissance des Réprouvés
Pendant qu’Arthas voguait vers le Northrend (Norfendre en français) porter secours au Roi Liche, Sylvanas désormais libre pouvait prendre le contrôle de Lordaeron. Mais en refusant de servir les seigneurs de l’effroi, elle s’exposa à leur courroux et dut les combattre : après avoir rallié à sa cause ogres et brigands de Lordaeron, elle vainquit Varimathras, qui par lâcheté se rallia à sa cause en échange de sa vie sauve, et trahit donc ses frères. Il indiqua à Sylvanas le repaire de Detheroc, qui avait pris sous son contrôle le Maréchal Garithos et sa troupe. Sylvanas et son nouvel allié firent tomber Detheroc, et libérèrent Garithos. Il s’allia aussitôt avec Sylvanas et Varimathras pour reprendre ses terres. Les défenses de Balnazzar étant considérables, Sylvanas préféra une tactique agressive : Balnazzar tomba à son tour sous la main de Varimathras, sur ordre de Sylvanas. Garithos, n’étant en fait qu’un simple pion aux yeux de la ranger sombre fut également tué, par Varimathras.
Sylvanas et Varimathras fondèrent les Réprouvés, un large groupe de Morts-Vivants qui ne combattaient plus en l’honneur du Roi Liche, mais pour eux-mêmes. Ils se joignirent à la Horde, pour faire face à l’Alliance, mais les autres membres de la Horde, et plus particulièrement Thrall et Cairne, n’ont aucune confiance envers ces nouveaux venus morts-vivants.

## Autres informations
Depuis la francisation de World of Warcraft, Sylvanas Windrunner est devenu officiellement pour la francophonie : Sylvanas Coursevent.
Sylvanas Coursevent peut être aperçue dans la zone de Northrend dans la région Vrykule, présente afin de distribuer des quêtes aux joueurs de World of Warcraft.
Maintenant Sylvanas dirige Fossoyeuse la capitale des réprouvés dans Lordaeron.  
Par la suite, Varimathras trahira Sylvanas en menant une rébellion avec le grand apothicaire Putrescin et un groupe de Réprouvés, en tuant la majorité des troupes de l’Alliance, ainsi que Bolvar Fordragon, et de la Horde au Portail du Courroux, avec la nouvelle Peste des Réprouvés. Cette même Peste réussit l’exploit d’affaiblir le Roi Liche, qui était présent.